# Demonax annamensis
Demonax annamensis är en skalbaggsart som beskrevs av Maurice Pic 1943. Demonax annamensis ingår i släktet Demonax och familjen långhorningar. Inga underarter finns listade i Catalogue of Life.